# Cytisus praecox
Cytisus praecox là một loài thực vật có hoa trong họ Đậu. Loài này được Beauverd miêu tả khoa học đầu tiên.